# Ordoño III
Pour les articles homonymes, voir Ordoño.
Ordoño III de León (né vers 925 - Zamora après septembre 956) fut roi de León, des Asturies et de Galice entre 951 et 956. Il est le fils aîné de Ramire II.

## Biographie

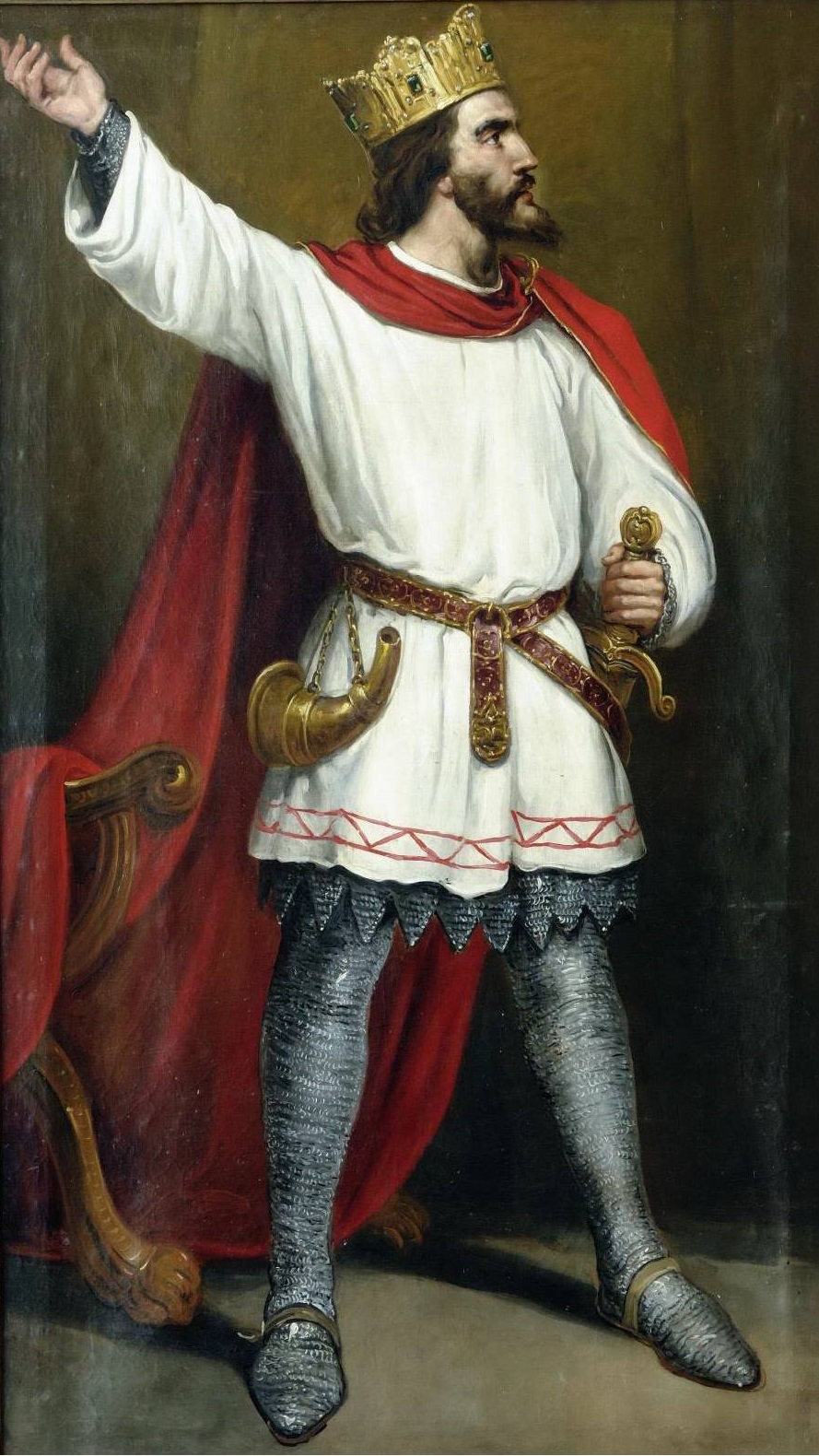
Ordoño III de León par José María Rodríguez de Losada.

Dès le début de son règne, son frère Sanche le Gras se révolte avec le soutien du comte de Castille Fernán González, du roi García II de Navarre et sa mère la reine Toda. Ordoño III parvient à vaincre la coalition sous les murs de León. Peu après il doit affronter une révolte de la noblesse en Galice.
Le calife de Cordoue Abd al-Rahman III profite des troubles pour lancer des raids de pillage sur les frontières, notamment en Galice, de 951 à 953. En juillet 955 les musulmans attaquent un château en Castille, faisant 10 000 victimes parmi les chrétiens ; Ordoño réplique par une expédition sur le Tage et pille Lisbonne pendant que son beau-frère Fernán González obtient une victoire à San Esteban de Gormaz. Ordoño doit cependant envoyer une ambassade à Cordoue pour négocier une trêve. Le calife accepte et dépêche l'année suivante Muhammad ibn Hussain et le juif Hasdaï ibn Shaprut, qui obtiennent des chrétiens la cession de places fortes de la frontière ou leur démantèlement. Le traité est ratifié à Cordoue.
Ordoño meurt à Zamora à l'automne 956 et son frère lui succède sous le nom de Sanche Ier.